# Hemidactylus saba
Hemidactylus saba es una especie de gecos de la familia Gekkonidae.

## Distribución geográfica yhábitat
Es endémica del desierto del centro del Yemen.